# Maria Wodzińska
Maria z Wodzińskich h. Jastrzębiec primo voto Skarbkowa secundo voto Orpiszewska (ur. 7 stycznia 1819 w Warszawie, zm. 7 grudnia 1896 w Kłóbce) – polska malarka i pianistka drugiej połowy XIX wieku. Przedstawicielka kujawskiej gałęzi rodziny Wodzińskich, bratanica senatora wojewody, Prezesa Senatu Macieja Wodzińskiego, wnuczka posła na sejm Jana Pawła Wodzińskiego, kuzynka generała Ignacego Wodzińskiego, komendanta Szkoły Rycerskiej.
Znana także jako narzeczona Fryderyka Chopina i muza Juliusza Słowackiego

## Dzieciństwo i młodość
Maria Wodzińska urodziła się jako córka Wincentego Szymona Wodzińskiego, właściciela majątku Służewo i Sułkowo na Kujawach i Teresy Wodzińskiej, córki posła Jana Pawła Wodzińskiego i hrabiny Barbary Mikorskiej.
Wodzińscy na przełomie XIX wieku byli dobrze sytuowaną i szanowaną rodziną, co miało wpływ na jej dzieciństwo, ale i przyszłe życie.

Szerzej Wodzińscy w Polsce znani byli m.in. przez stryja Marii, senatora wojewodę Macieja Wodzińskiego (który pomógł później matce Marii w rozpoczęciu życia w Dreźnie), kuzyna generała Ignacego Wodzińskiego, który był komendantem Szkoły Rycerskiej i  senatora kasztelana Karola Wodzińskiego (z dworu w Suchej), przez biskupa Gabriela Wodzińskiego oraz jego siostrzenicę, księżną Mariannę z Wodzińskich Radziwiłłową wywodzących się z Kter, a także bratanka Marii, Antoniego Wodzińskiego, który był pierwszym tłumaczem Sienkiewicza na język francuski.

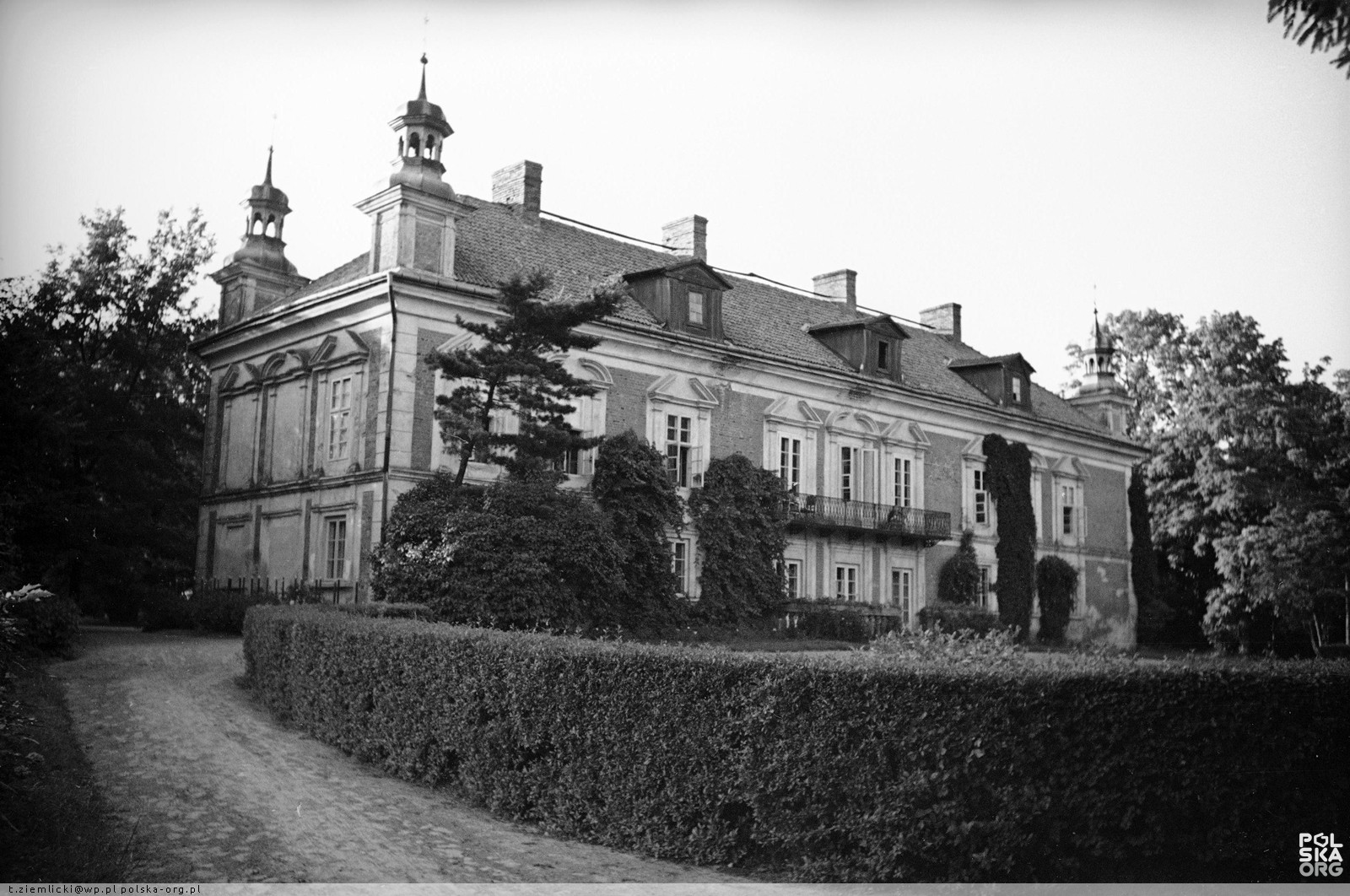
Dwór Wodzińskich w Służewie
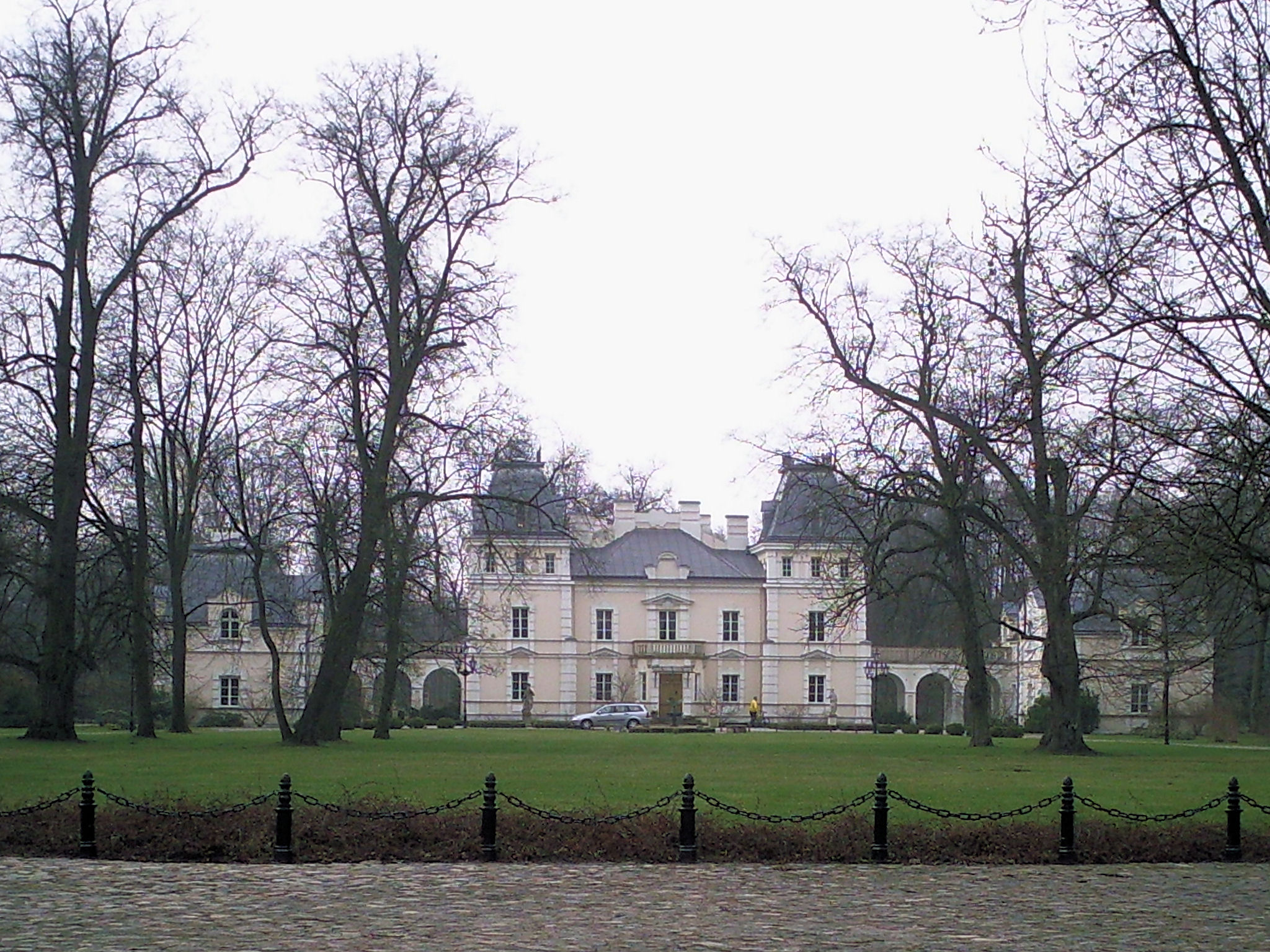
Dwór Wodzińskich w Suchej
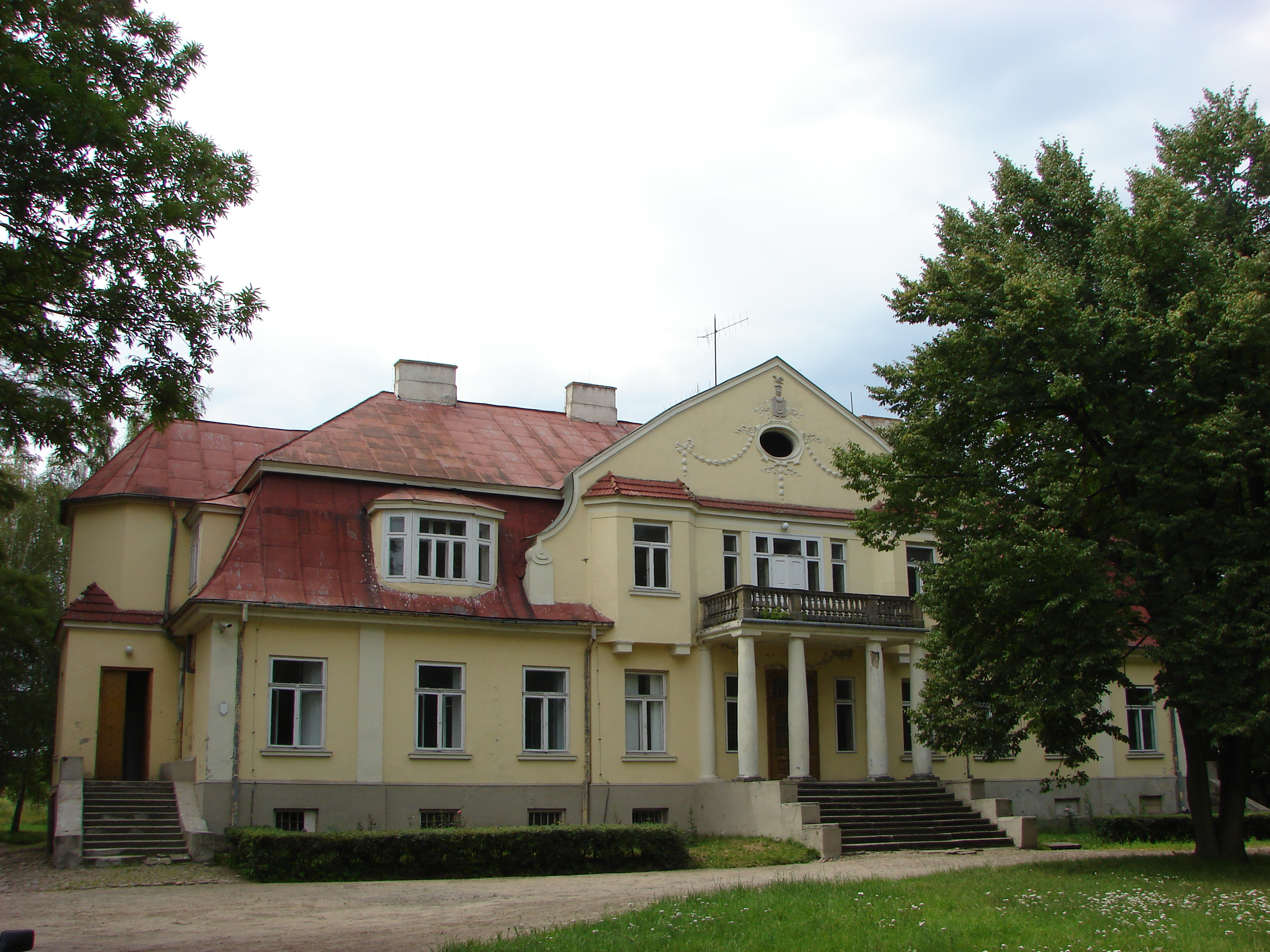
Dwór Wodzińskich w Kterach

Maria urodziła się w Warszawie, ale żyła w młodości także w letniej rezydencji – w dworku w Sułkowie, później wiele lat na emigracji oraz w głównej siedzibie rodu, dworze w Służewie. Wodzińscy w tym czasie żyli także w dworze w Kterach (gałąź związana z kuzynem, biskupem Gabrielem i ks. Marią z Wodzińskich Radziwiłłową), dworze w Suchej (gałąź związana z kuzynem generałem Ignacym Wodzińskim) i dworze w Zaborówku pod Warszawą.
Życie w Warszawie było także związane z edukacją jej dwóch braci – Antoniego i młodszego o dwa lata Feliksa, którzy uczyli się w Liceum Warszawskim. Bracia początkowo mieszkali na stancji u Mikołaja Chopina, z którym Wodzińscy byli w zażyłych relacjach. Później rodzina zamieszkała razem.
Po powstaniu listopadowym, w 1831 rodzina wyjechała do Berlina, po czym w 1832 roku przenieśli się do Drezna. Tam pomagał rodzinie zorganizować życie stryj Marii, senator-wojewoda Maciej Wodziński, który w trakcie Powstania Listopadowego był Prezesem Senatu, a po jego zakończeniu zmuszony był do emigracji.

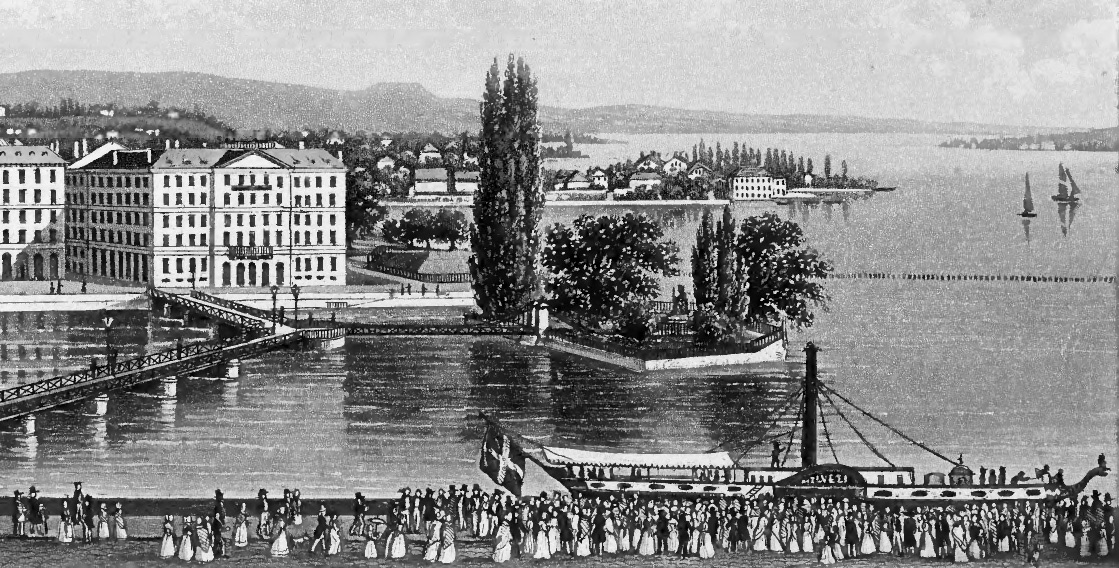
Rycina z 1860 przedstawia fragment promenady Quai Beau Rivage, przy której mieli willę Wodzińscy. Widoczny Hôtel des Bergues i Pont des Bergues – most, który łączy promenadę ze starym miastem w Genewie

W roku 1833 rodzina przeniosła się do Genewy, gdzie przebywali latach 1833–1835.
Rodzina osiedliła się w willi przy promenadzie Quai Beau Rivage (obecnie znanej jako Quai du Mont-Blanc), która była i nadal jest najbardziej prestiżową lokalizacją w Genewie, położoną tuż nad brzegiem jeziora genewskiego (Lac Léman) przy samym starym mieście.
W XIX wieku promenada ta łączyła zabudowę willową z obiektami hotelarskimi. To właśnie tam znajdują się słynne na całym świecie, powstałe w XIX wieku, hotele Genewy: Hôtel des Bergues, Beau-Rivage Geneva oraz Ritz-Carlton de la Paix.
W Genewie życie Marii rozkwitło. Rozwijała swoje pasje malarskie, szkoliła się w grze na pianinie. Tam poznała też wielu przedstawicieli świata kultury i sztuki.
Dom państwa Wodzińskich był swoistym centrum spotkań genewskiej Polonii. Jej matka, Teresa, prowadziła otwarty dom w Genewie, który stał się centrum towarzyskim, gromadzącym nie tylko Polaków, ale także elitę miejscową. Regularnie gościła Polaków, takich jak pani Klaudyna Potocka, pani Ossolińska oraz generał Gruszewski, a także braci Miączyńskich i studentów uniwersytetu, którzy przyjaźnili się z młodymi Wodzińskimi. W jej domu zatrzymywali się także znakomici profesorowie uniwersytetu genewskiego, jak Bonstetten i Sismondi, oraz wielu dystyngowanych Anglików i Angielek. Wśród gości byli również młody hrabia de Montigny, konsul francuski, zakochany w Marii (który jej się oświadczył, ale rodzina nie wyraziła zgody na ślub ze względu na wiek Marii) oraz książę Ludwik Napoleon. Wszyscy, którzy odwiedzali Genewę, znajdowali w jej domu gościnne przyjęcie, w tym Adam Mickiewicz, który zatrzymał się tam w drodze do Włoch, Zygmunt Krasiński, który Wodzińskich odwiedził kilkukrotnie, czy Juliusz Słowacki.
W tym okresie Maria też była już uznawaną pianistką.  Komponowała także walce i nokturny. Szkoliła się pod okiem znanego pianisty i kompozytora Johna Fielda,  Była uważana za jedną z najlepszych interpretatorów Chopina, co miał stwierdzić sam Ferenc Liszt.

## Relacja z młodym księciem Ludwikiem Napoleonem
Ciekawostką przywołaną przez słynnego biografa Chopina, Ferdynanda Hoesicka, jest fakt, że dzięki jej grze na pianinie, zrodziła się bliższa relacja Wodzińskich z przyszłym Cesarzem Francji, młodym księciem Ludwikiem Napoleonem, który będąc wówczas w Genewie często przystawał przed kamienicą Wodzińskich i zasłuchiwał grze Marii. Jak pisze Hoesick, Ludwik Napoleon nazywał Marię „la brune fille d’Euterpe” („ciemnowłosa córka Euterpe”) i z czasem całe miasto tak ją nazywało. Nie było też koncertu w Genewie na cel dobroczynny, na który by nie proszono młodej panny Wodzińskiej, a „kiedy wieczorami po skończonej kolacji, młodzież zaczynała tańczyć, on [Ludwik Napoleon] należał zawsze do tych, co tańczyli najwięcej: szczególnie z panną Maryanną, z którą ogromnie lubił upajać się szalonym wirem galopady. Bo marzycielska jego natura nie znajdowała upodobania w miarowym, sentymentalnym walcu...”
Bliskie relacje z Cesarzem Napoleonem III Bonaparte a Wodzińskimi, zrodzone z fascynacji Marią, trwały do końca jego panowania. Nie tylko przyjmował on nie raz w swoim gabinecie Kazimierza Wodzińskiego, ale w 1870 roku polecił swojemu ambasadorowi w Petersburgu, generałowi Fluery, aby osobiście wstawił się u Cesarza Aleksandra II, aby ten zwrócił Wodzińskiemu skonfiskowane dobra.

## Relacja Marii z Juliuszem Słowackim
W trakcie pobytu w Genewie poznała także Juliusza Słowackiego, który bywał gościem domu Wodzińskich.
Spędziła z nim także trzytygodniowe wakacje w Alpach Berneńskich w sierpniu 1834 roku. Wywarła na nim pewne wrażenie, co można wywnioskować z licznych listów Słowackiego do matki na temat Marii.
Słowacki napisał dla Marii wiersz W sztambuchu Maryi Wodzińskiej.
Według niektórych historyków, zainspirowany właśnie wspólną wycieczką wakacyjną z Marią w Alpy szwajcarskie, Słowacki napisał słynny miłosny poemat "W Szwajcarii".
Ostatni raz widzieli się w Genewie. Z ostatnich listów Słowackiego do matki, w których wspomina Marię, można wyczytać, że miał do niej serdeczne emocje.

"Podróż ta melancholicznie na mnie zrobiła wrażenie, przypominała mi bowiem wędrówkę po Szwajcarii coś było bowiem w tej gwarze tej licznej familii przypominającego mi rodzinę Wodzińskich - ale mojej młodej panienki czarnobrewnej brakowało"

"Mówią, że się Chopin z Marią Wodzińską, a niegdyś moją Marią ożenił - może poszła za niego trochę z przyjaźni dla mnie, bo mówią ludzie, że Chopin do mnie jak dwie krople podobny. Jak to sentymentalne pójść za człowieka podobnego temu, którego się pierwszą miłością kochało. Stałość i niestałość harmonizują z sobą w takim zdarzeniu, a podług Swendeborga, już w niebie nie z dwóch, ale z trzech dusz zrobi się jeden anioł po śmierci. Ale w tym przypadku niech Marysia na mnie nie liczy"

"(...) zamiast tej melancholii, jaką by mnie przeniknął widok miejsc, gdziem latał po murawach z młodziutką Marią, co mię kochała krótko, ale mocno, jak zazwyczaj  młode polskie dziewczynki kochają - zamiast tego wszystkiego znajduję dom w mieście czarnym i posępnym

W  XIX i XX pojawiły się opinia wśród historyków, że Maria Wodzińską była muzą Juliusza Słowackiego, w związku z okolicznościami powstania poematu "W Szwajcarii" i jego miłosnym charakterem. Jednak nie jest to prawda.
Znane są listy Słowackiego do matki, w których ten choć komplementuje charakter i talenty Marii, komentuje niepiękną urodę Marii.  Na pewno jednak ich znajomość wpłynęła na twórczość poety, a do Marii żywił ciepłe emocje, co też można wyczytać z ostatnich listów.

## Relacja Marii z Fryderykiem Chopinem

### Początki znajomości
Wodzińscy utrzymywali zażyłe relacje z Justyną i Mikołajem Chopinem od najmłodszych lat życia Marii. Tak też Maria poznała Fryderyka Chopina. Jak pisała w swoich wspomnieniach Józefa Kościelska, niemal w każdą niedzielę, albo Wodzińscy wizytowali u Chopinów, albo Chopinowie u Wodzińskich.
Przez relację rodzinną i późniejsze losy, z Fryderykiem zaprzyjaźnił się brat Marii, Antoni Wodziński, z którym całe życie utrzymywał kompozytor bliskie relacje. Drugi brat Marii, Feliks również pozostawał w zażyłości z Chopinem.
Przyjaźń z Antonim, rozpoczęta przez bliskie relacje rodziców, rozkwitła podczas okresu edukacji w Warszawie. Nie tylko wspólnie uczęszczali do Liceum Warszawskiego, ale także mieszkali wspólnie u Mikołaja Chopina, co opisał Eustachy Marylski w artykule „Pamiętnik” do Kuriera Warszawskiego.
Przez bliskość relacji pomiędzy rodzicami Fryderyka i Państwem Wodzińskimi, a także przez przyjaźń pomiędzy Antonim a Fryderykiem, pomimo dużej różnicy wieku, z Fryderykiem spędzała także czas Maria. Była dzieckiem, a on był przyjacielem brata i przyjacielem rodziny. Zrodziła się między nimi już wtedy między nimi serdeczność.
W jednym z późniejszych listów Fryderyka do Feliksa Wodzińskiego Chopin wraca do tych dni dzieciństwa wspominając jak się bawili się z Marią ganiając się po pokojach:

Kochany Felusiu! Zapewneś sobie pomyślał: Fryc osowiał, że ani mnie, ani Marysi nie odpisuje. Pamiętasz, żem zawsze wszystko za późno robił. (...) Żeby nie to, że dopiero wróciłem znad Renu i że mam zatrudnienie, którego teraz porzucić nie mogę, w ten moment bym pojechał do Genewy podziękować i przyjąć zaprosiny Twojej Szanownej Mamy. Ale losy srogie, słowem, nic z tego.
Twoja siostra tyle była grzeczna, że mi swoją kompozycję przysłała. Ucieszyło mnie to niewymownie i zaraz tego samego wieczora improwizowałem w jednym z tutajszych salonów na ładniuchny temat owej Maryni, z którą się to w Pszennego domu za dawnych czasów po pokojach goniło...
A dziś! Pozwalam sobie przesłać mojej cenionej koleżance, pannie Marii, walca, który niedawno wydałem. Oby setną cząstką przyjemności tej zrobił, jakiej ja doznałem odebrawszy wariacje. Kończę, jeszcze raz dziękując najszczerzej za łaskawą pamięć Twojej Mamy na swojego i wiernego sługę, w którym także trochę krwi kujawskiej płynie.
Kochanego Antka uściskaj. Kazia uduś z czułości, jeżeli potrafisz, a co Pannie Marii, to ukłoń się bardzo elegancko, z uszanowaniem. Zadziw się i powiedz sobie po cichu: „Mój Boże, jak to urosło!...
F. Chopin

### Odnowienie znajomości z dzieciństwa
W 1835 Wodzińscy przenieśli się z Genewy ponownie do Drezna. To tutaj Maria odnowiła młodzieńczą znajomość z Fryderykiem Chopinem, który przyjechał do Drezna w swojej podróży do Lipska.
Fryderyk spędził w Dreźnie dwa tygodnie, podczas których dużo czasu spędził z Wodzińskimi - odwiedzał ich w domu, odbywali wspólne spacery, wyjścia do restauracji. Nawet znany jest jeden epizod, który przysporzył wszystkim problemów - po jednym z wieczorów u Wodzińskich, gdy improwizował na temat Mazurka Dąbrowskiego, ktoś złożył donos do sekretarzowi ambasady rosyjskiej, co zakończyło się groźbami z jego strony.
To w trakcie tego okresu Fryderyk, który chętnie bywał w towarzystwie Marii, podarował jej incipit Nokturnu Es-dur z życzeniem "soyez heureuse" (bądź szczęśliwa), oraz Walca As-dur op. 69 nr 1 nazwanego Walcem Pożegnalnym, którego po skomponowaniu dla Marii, zagrał w salonie Wodzińskich na pożegnanie, a Maria podarowała mu różę.
Po wyjeździe Chopina z Drezna do Paryża, 24 września 1835, następuje okres licznej wymiany korespondencji pomiędzy Fryderykiem a Wodzińskimi, który trwa niemal rok. Fryderyk wymienia listy z Marią, jej bratem Kazimierzem oraz jej matką, Teresą.
W tym czasie Chopin podarował także Marii pierwsze wydanie 4 Mazurków op. 24 z dedykacją, który znajduje się obecnie w Muzeum Fryderyka Chopina w Warszawie, oraz przesyła jej pieśń Życzenie, którą skomponował do słów Stefana Witwickiego.
W Paryżu Chopin bardzo dużo czasu spędzał z bratem Marii, Antonim Wodzińskim, który był jego serdecznym przyjacielem. W tym czasie, także na prośbę matki Antoniego, Teresy Wodzińskiej, oraz swojego ojca, Mikołaja, Fryderyk czuł się obowiązany do opieki nad nim. Antoni prowadził bowiem dość beztroskie życie, był lekkoduchem i żył rozrzutnie.

### Wspólne wakacje

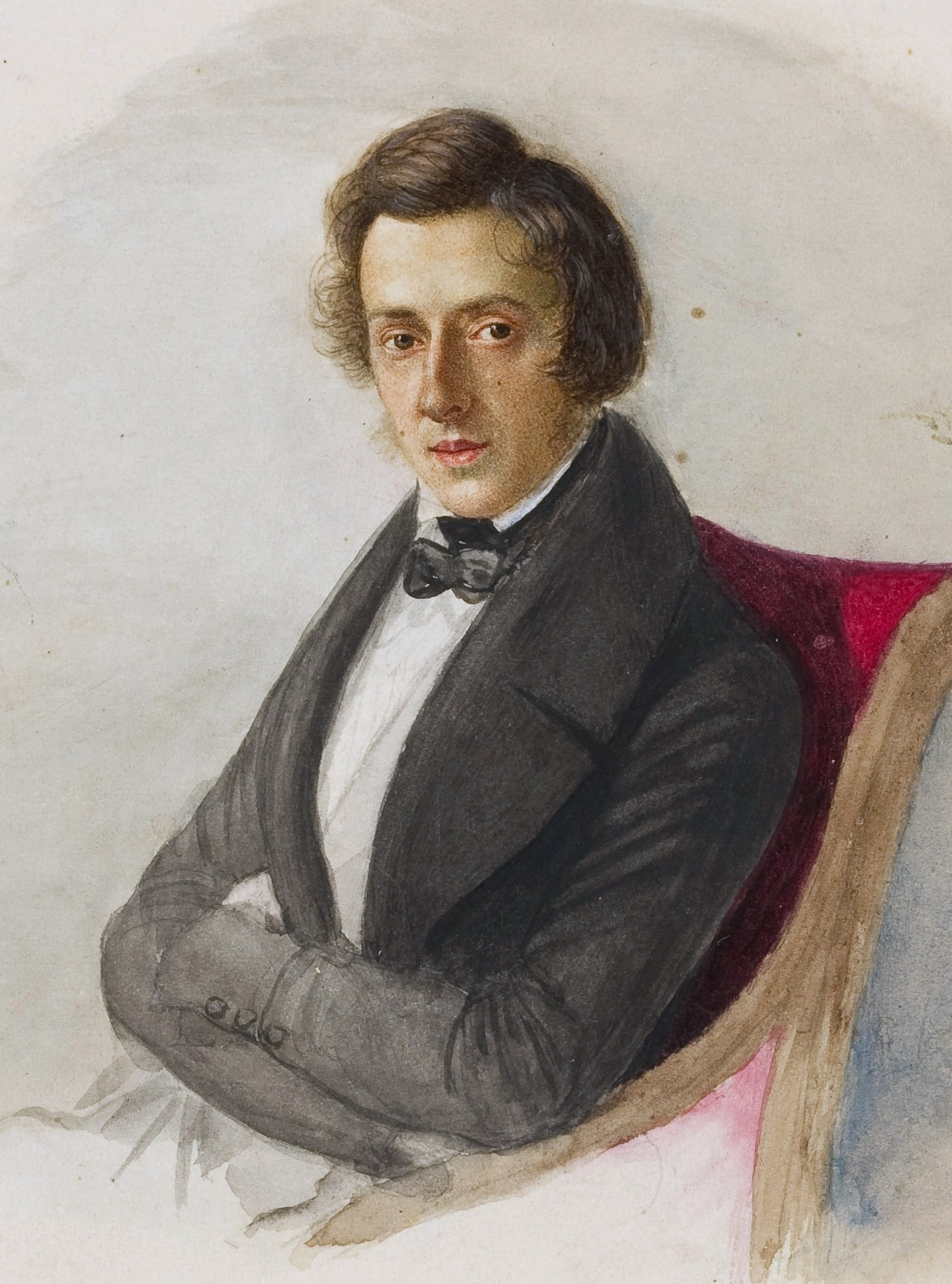
M.Wodzińska, Portret Fryderyka Chopina, 1836r.

W lipcu roku 1836 Chopin przyjeżdża do Marienbadu (Mariańskie Łaźnie), gdzie wakacje spędza Maria z siostrą i matką. Chopin zamieszkuje w tym samym hotelu gdzie Wodzińscy ("Zum weissen Schwann").
Spędzili razem prawie dwa miesiące. Tam Maria wykonała słynny portret Chopina (szkic ołówkiem i akwarelą), z którego następnie wykonała litografię.
24 sierpnia Chopin i Wodzińscy wyjechali z Marienbadu do Drezna, gdzie spędzili wspólnie kolejne dwa tygodnie.
Fryderyk do Sztambucha Marii Wodzińskiej, gdzie wcześniej wykonał dedykację na pierwszej stronie, wpisuje pieśń Pierścień Opus 74/14 skomponowaną do słów Stefana Witwickiego.

### Zaręczyny
9 września 1836 roku, w dniu rozstania, przed ponownym wyjazdem z Drezna do Paryża, po południu, (później nazwanym ,,Szarą godziną"), Chopin oświadcza się Marii. Oświadczyny zostają przyjęte przez Marię i jej matkę, lecz utrzymane w tajemnicy nawet przed najbliższą rodziną. Był to czas próby, którego powodem było oczekiwanie, że Chopin zadba o swoje wątłe już wtedy zdrowie. Poruszyła to Teresa Wodzińska w liście do Chopina wysłanym miesiąc po jego wyjeździe.

Kochany Frycku! (...) Odżałować nie mogę, żeś wyjechał w sobotę; w dniu tym byłam cierpiąca, nie mogłam się dość zająć Szarą godziną, krótko o tym mówiliśmy (...) Nie myśl, ażebym ja odwołała to co mówiłam (...) Dotąd będę Cię prosiła o milczenie, zachowaj się zdrowo, wszak od tego wszystko zależy. Kazio przyjechał w niedzielę. Jakże go znalazłam innym od czasu jak wyjechał. Jeżeli w Czechach powietrze jest napełnione opium, to tam niezawodnie szalejem. Jakaż to perspektywa dla Marii? Kto wie jaka za rok będzie. (...) Będę widziała rodziców i siostry Twoje, powiem im, żeś zdrów i wesół, chociaż o Szarej godzinie nie wspomnę. Bądź jednak pewny mojej ku Tobie przychylności; dla dopełnienia mego życzenia i wypróbowania tych uczuć trzeba koniecznie tej ostrożności. (...) Maria przesyła Ci pantofle przez p. Germany. Są trochę duże, ale dodaje abyś wełniane nosił pończochy; tak osądził Paris, a wnoszę, że będziesz posłuszny, wszakżeś obiecał. Wreszcie zważ, że to jest czas próby.

Czas jaki spędzili w Dreźnie, po powrocie ze wspólnych dwumiesięcznych wakacji, był ostatnim, kiedy się widzieli. Korespondowali  jeszcze ponad rok, do 1837 roku.

### Schyłek związku z Chopinem
Jak interpretują historycy, Fryderyk Chopin próbując przyspieszyć ślub, w jednym z listów do Antoniego Wodzińskiego zasugerował, że planuje się spotkać z George Sand. Wiadomość tę Wodzińscy odczytali inaczej i zamiast do małżeństwa doszło do zerwania.
Mimo to rodzina Wodzińskich, zwłaszcza matka Marii Teresa i przyjaciel Antoni Wodziński, pozostawali nadal w zażyłych stosunkach z kompozytorem.

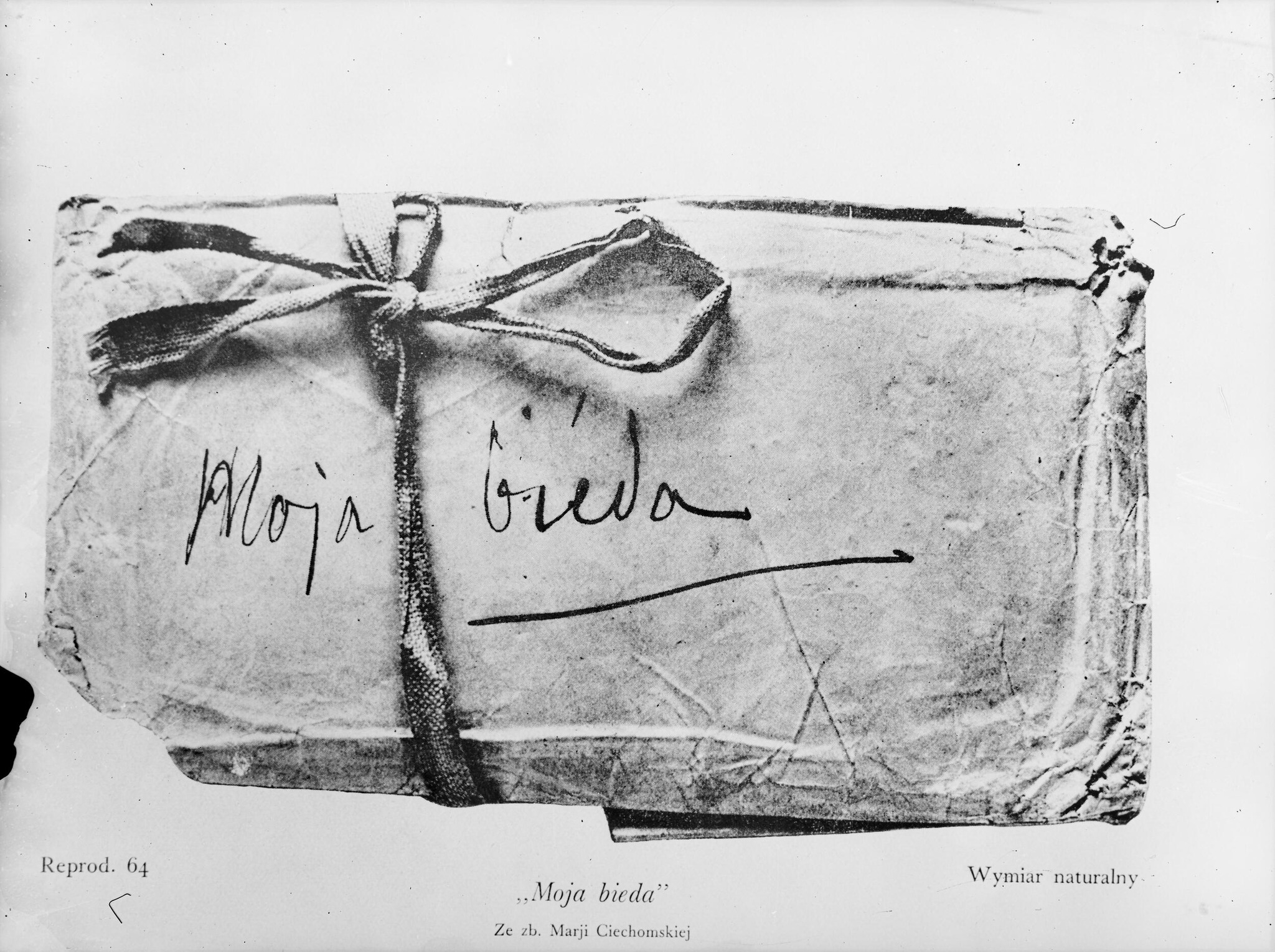
"Moja bieda" - tymi słowami podpisana i przewiązana różową wstążką koperta Fryderyka Chopina zawierającą listy od Marii Wodzińskiej i jej rodziny, znaleziona po jego śmierci wśród pamiątek po nim.

Po odnowieniu dziecięcej przyjaźni w Dreźnie w 1835 roku, intensywnych, dwumiesięcznych wakacjach spędzonych razem w Czechach oraz krótkim, ale emocjonalnie bogatym czasie ponownie spędzonym w Dreźnie w 1836 roku, zakończonym zaręczynami, para przez kolejny rok utrzymywała „listowe narzeczeństwo”. Ich korespondencja jednak nie była przepełniona wielkim uczuciem.
Historycy uważają, że nie była to miłość spełniona, jakiej Fryderyk doświadczył później z George Sand, choć w jego uczuciach do Marii można dostrzec głęboką serdeczność, połączenie pasji oraz marzenie o stworzeniu polskiej, ciepłej rodziny, na wzór tej, którą tworzyli jego rodzice.
Fryderyk Chopin zmarł 17 października 1849 roku.
Wśród pamiątek po kompozytorze znaleziono pakiet listów, który był w osobnej, przewiązanej różową wstążką, kopercie. Na kopercie widniał napis "Moja bieda". Były w niej listy od Mari Wodzińskiej, jej braci Antoniego, Feliksa i Kazimierza oraz od matki Teresy.

## Późniejsze życie Marii
Po powrocie do kraju zamieszkała z rodziną w rodowym dworze w Służewie na Kujawach.
Maria dwukrotnie wstępowała w związki małżeńskie. 24 lipca 1841 wyszła za mąż za hrabiego Józefa Skarbka, syna ojca chrzestnego Chopina, Fryderyka.Nie było to jednak udane małżeństwo. Po siedmiu latach małżeństwa, rozwiedli się. W 1848 poślubiła Władysława Orpiszewskiego, dzierżawcę majątków jej pierwszego męża. Z drugiego małżeństwa pochodził zmarły w wieku trzech lat syn Tadeusz (ur. 18 sierpnia 1851, zm. 31 marca 1854). Po śmierci syna Orpiszewscy zamieszkali we Włoszech.

Po śmierci męża 20 maja 1881 we Florencji Maria wyjechała do Kłóbki, do swej siostrzenicy Józefy, gdzie spędziła resztę życia. Tam została pochowana. Pamiątki po malarce (szkice, rękopisy, pianino, namalowane przez nią obrazy) znajdują się do dziś w dworze, w którym spędziła ostatnie lata życia.

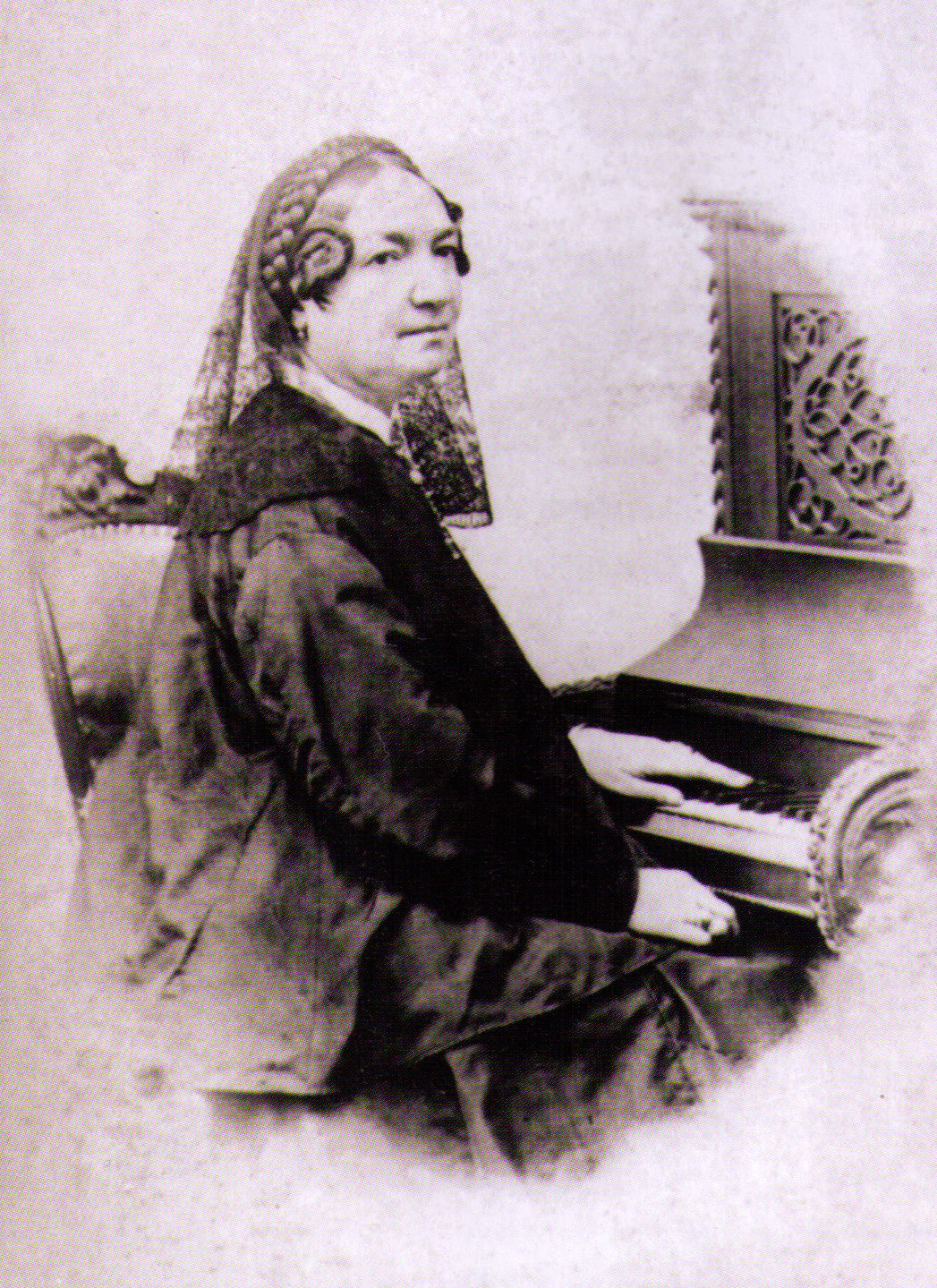
Maria z Wodzińskich Orpiszewska
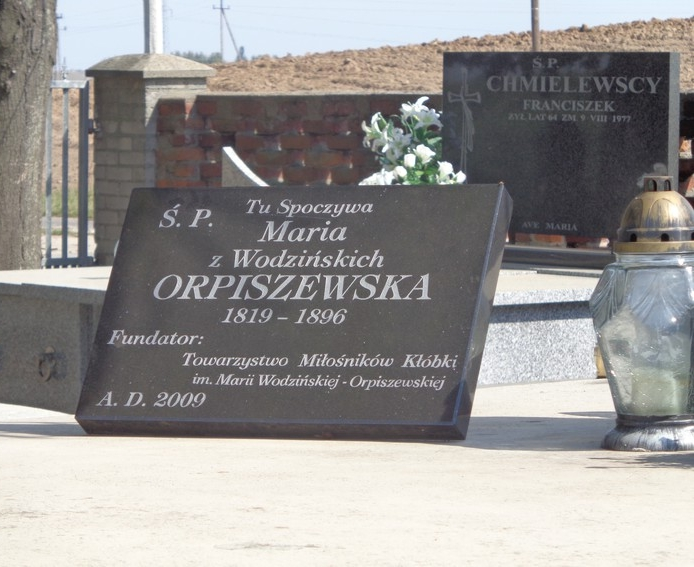
Tablica
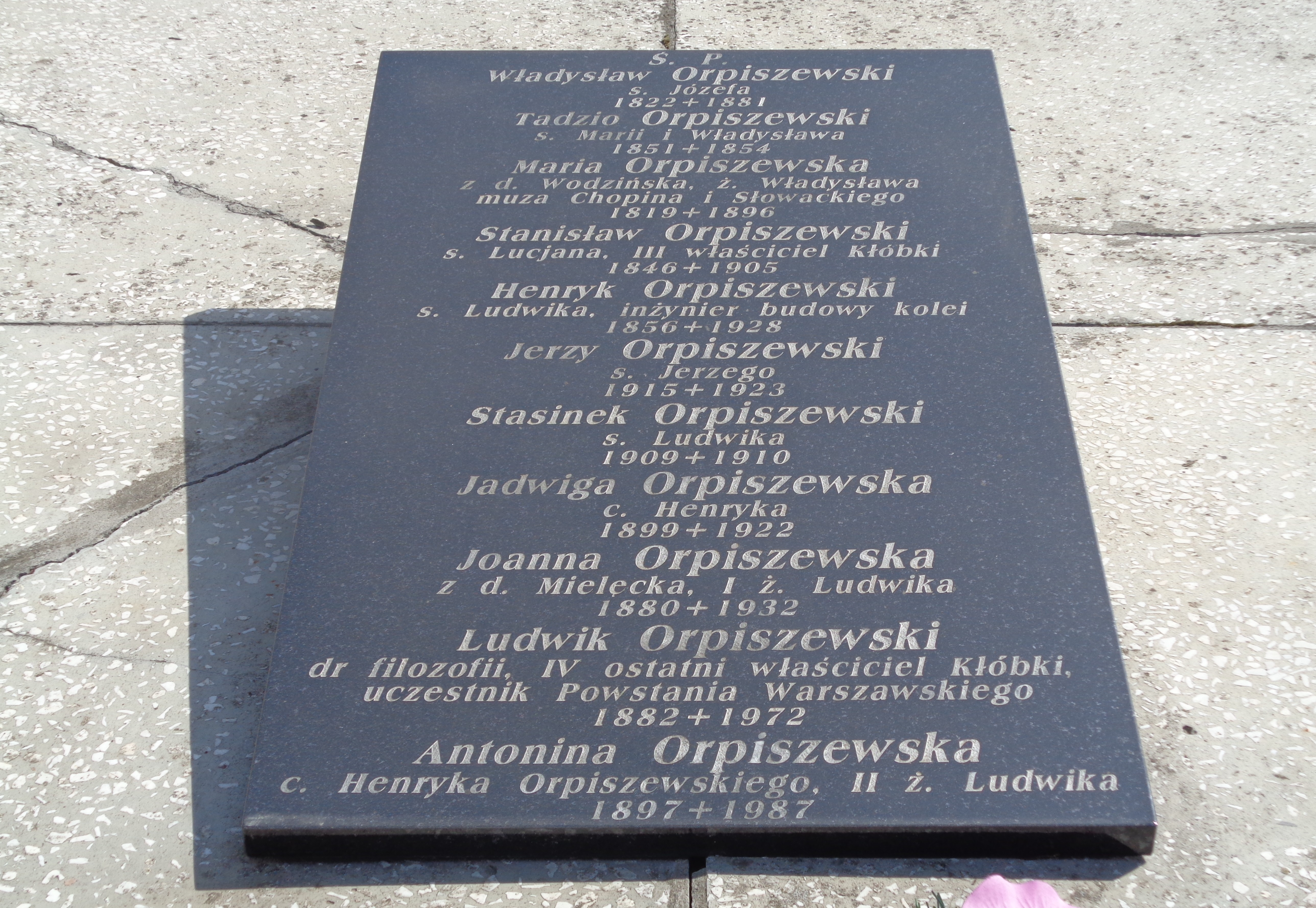
Tablica nagrobna rodzinnego grobowca

## Charakterystyka twórczości
Wodzińska była uzdolnioną pianistką i kompozytorką (komponowała m.in. walce w stylu chopinowskim). 
W Genewie szkoliła się pod okiem słynnego wówczas kompozytora Johna Fielda i była uważana za jedną z najlepszych interpretatorów Chopina, co miał stwierdzić sam Ferenc Liszt.
Była także malarką amatorką. W jej twórczości dominują portrety i pejzaże. Tworzyła obrazy w różnych technikach, m.in. olejne i akwarele, oraz rysunki. Podczas pobytu we Florencji kopiowała dzieła włoskie, np. Madonnę ze szczygłem Rafaela (obraz w zbiorach Muzeum Narodowego w Krakowie). Na podstawie jej akwarelowego portretu Chopina, wykonano w Dreźnie litografię, która jest jednym z jego najpopularniejszych wizerunków. 

Wybrane rysunki Marii Wodzińskiej
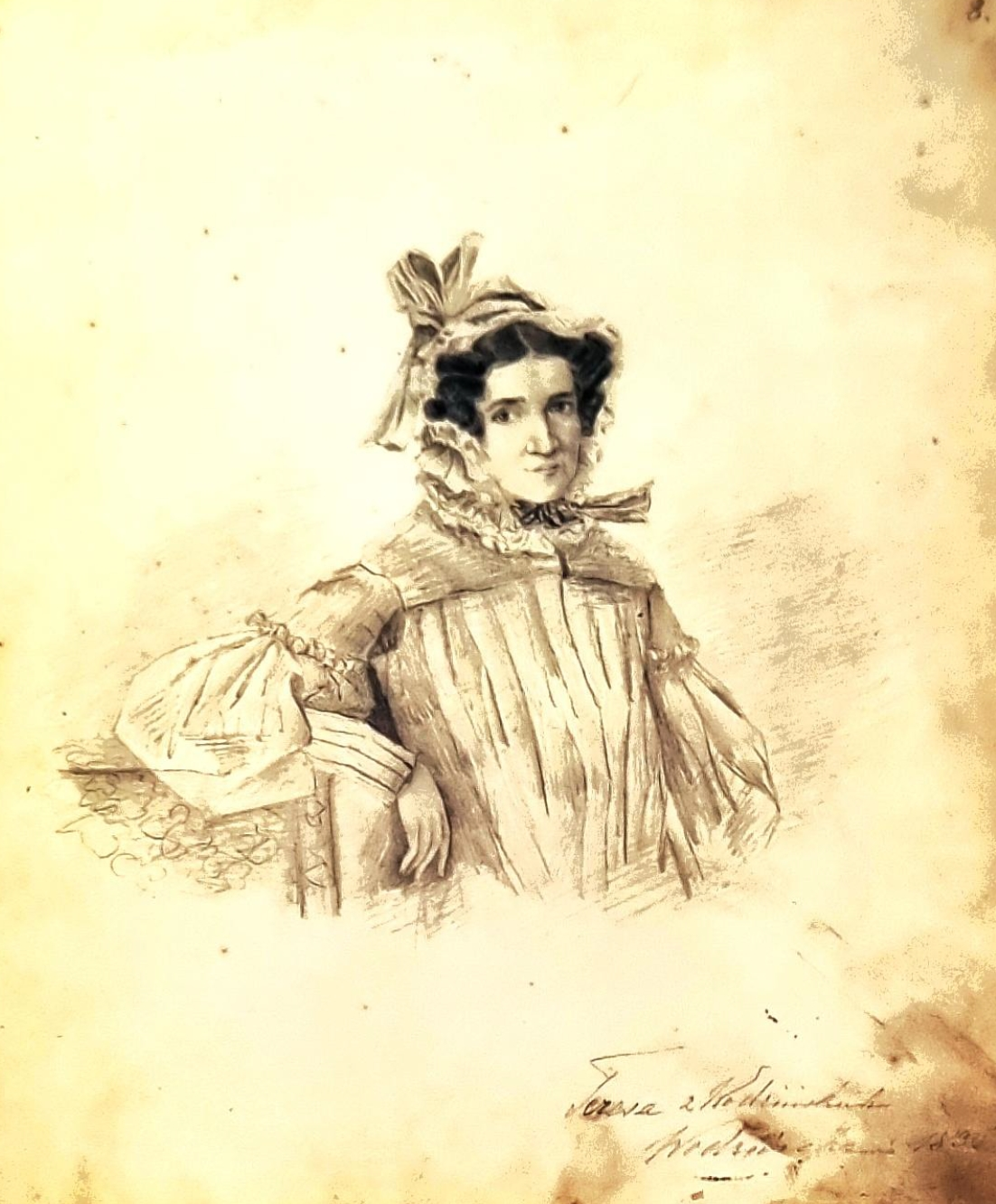
Matka Teresa Wodzińska - rysunek Marii Wodzińskiej
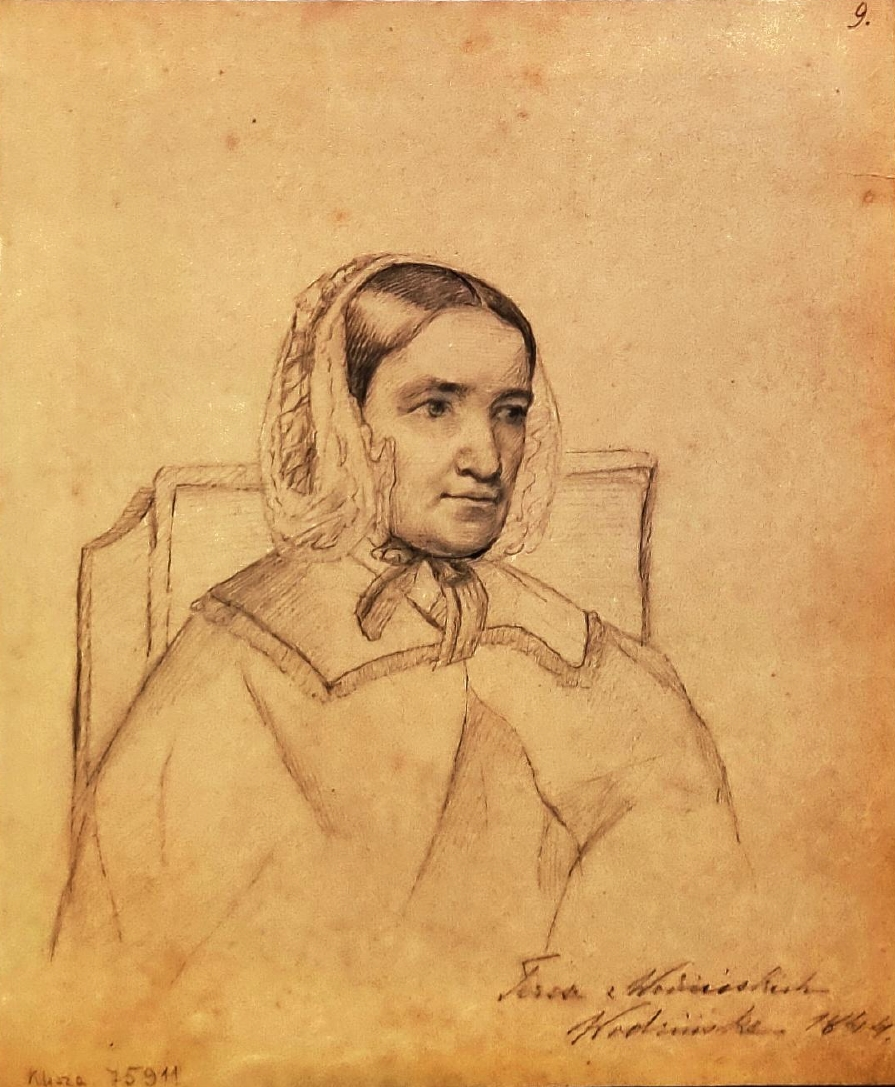
Matka Teresa Wodzińska - rysunek Marii Wodzińskiej
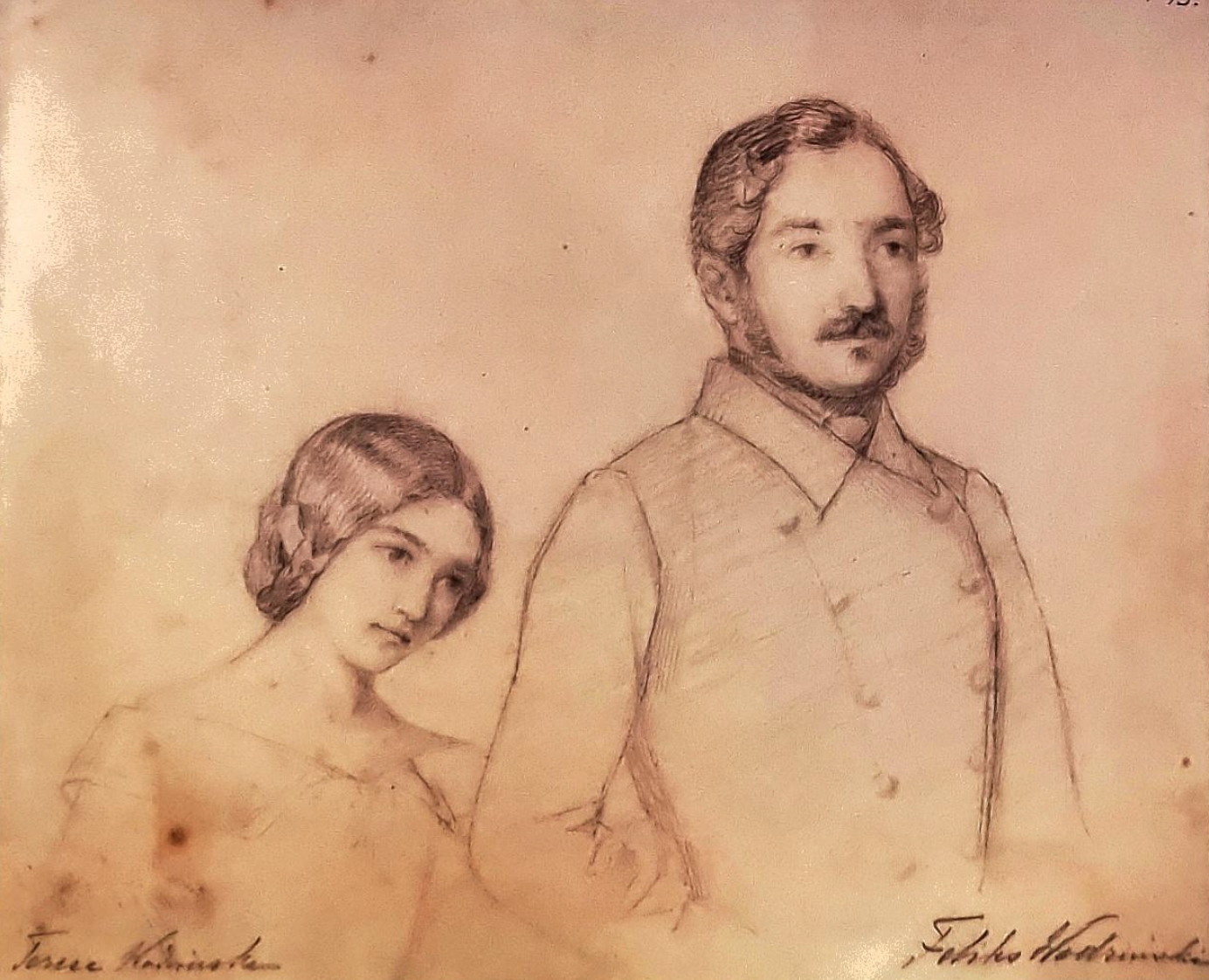
Siostra Teresa i brat Kazimierz - rysunek Marii Wodzińskiej
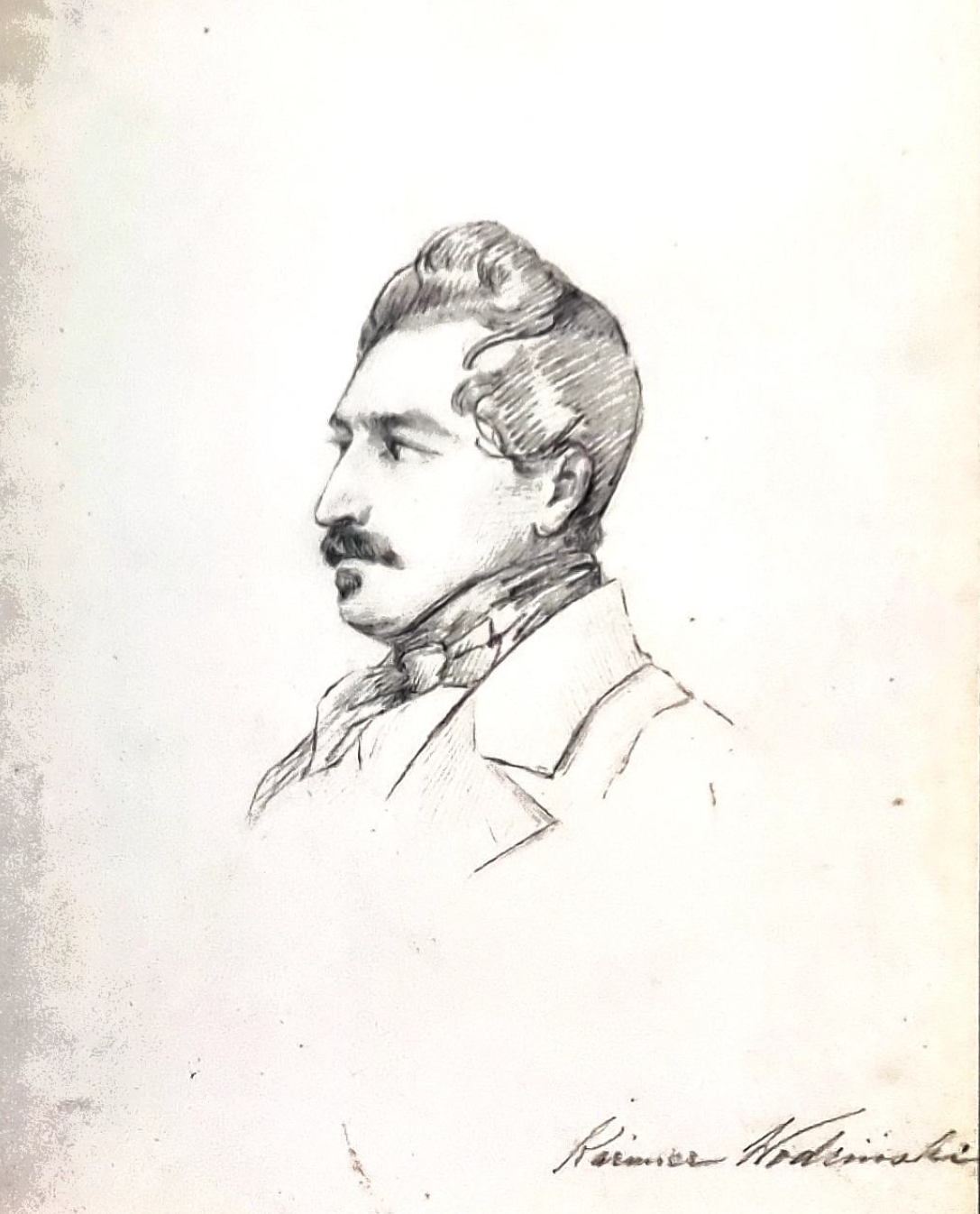
Brat Kazimierz - rysunek Marii Wodzińskiej
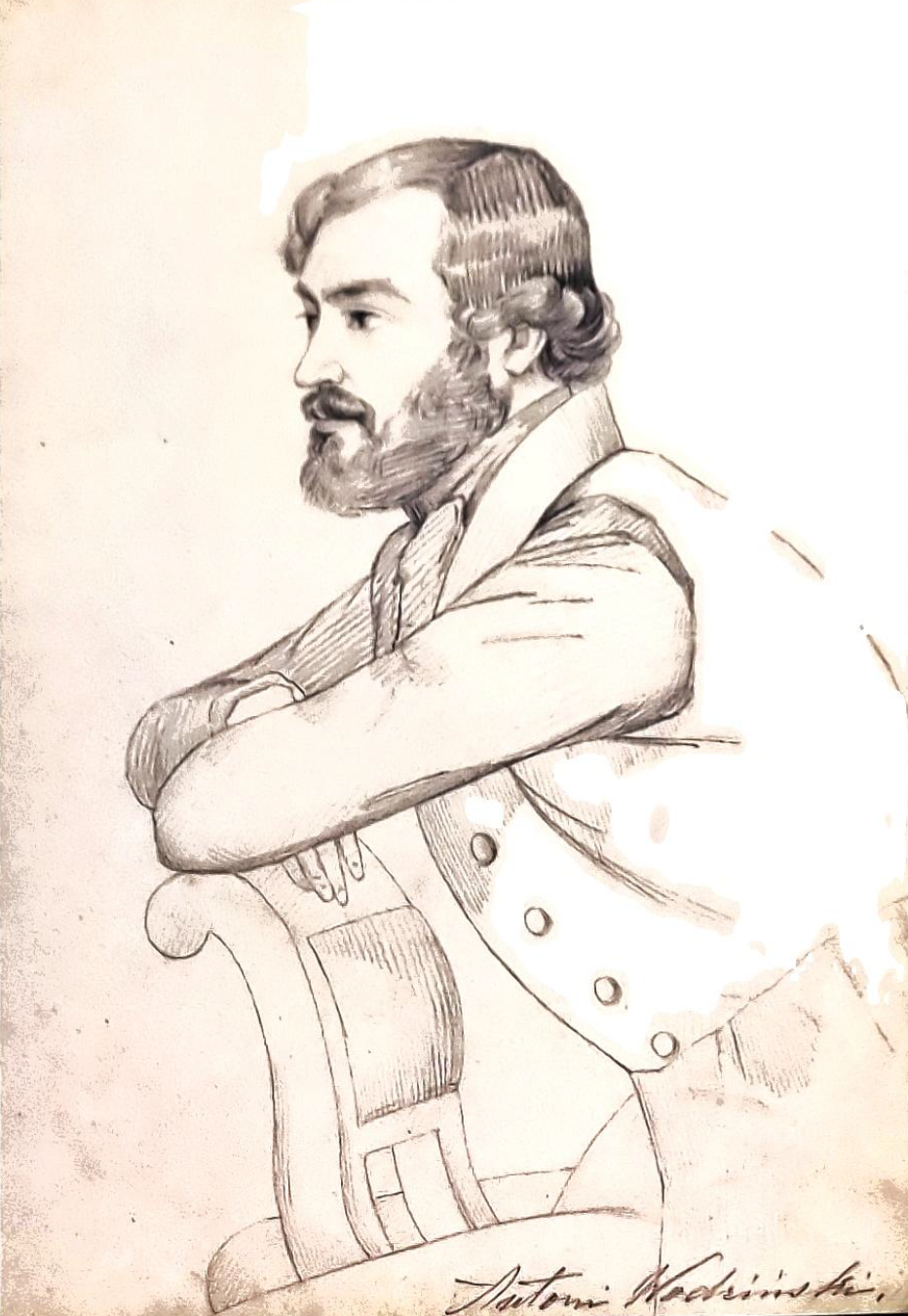
Brat Antoni - rysunek Marii Wodzińskiej

Wybrane obrazy olejne i prace akwarelowe
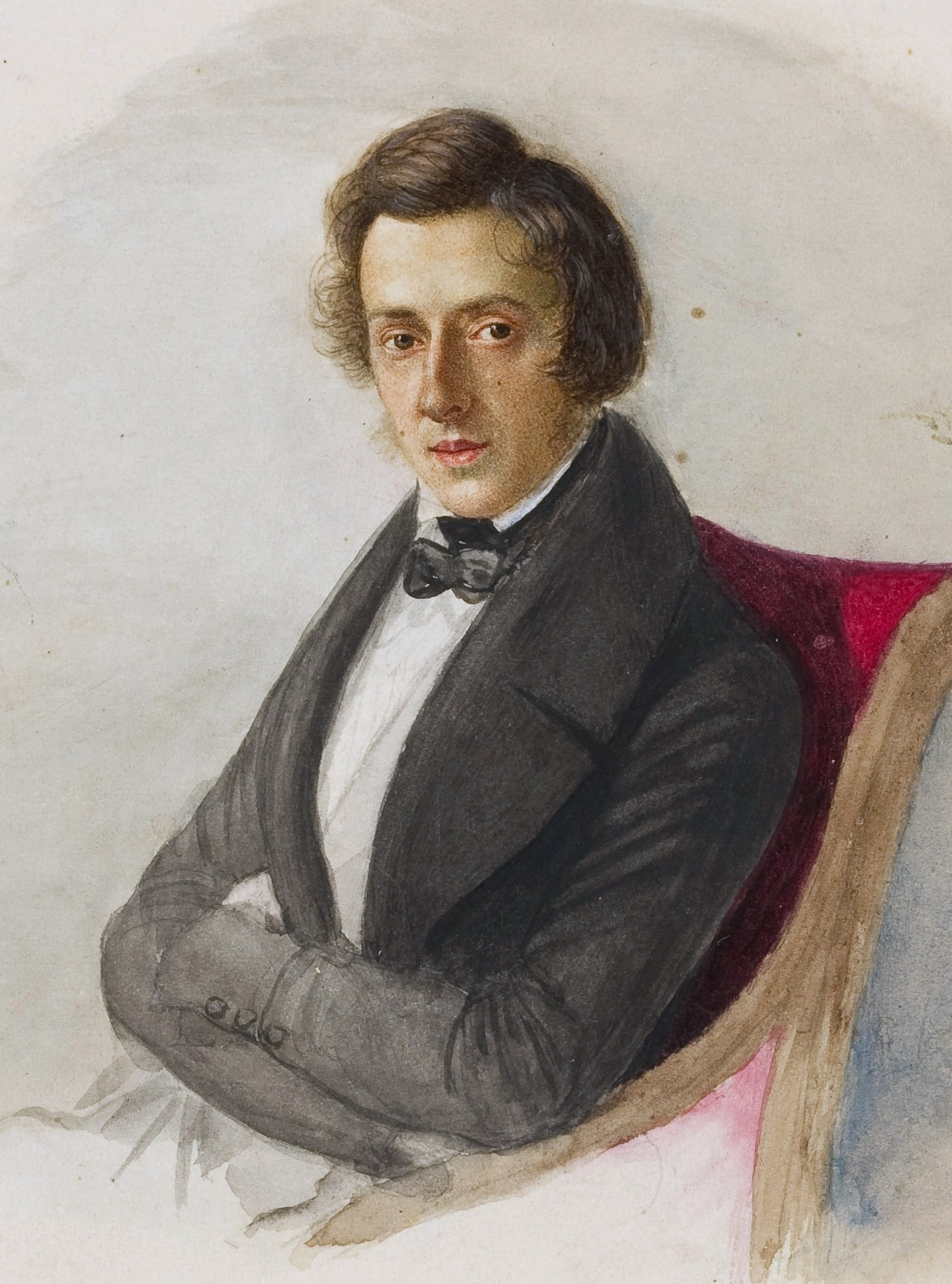
Chopin. Akwarela pędzla Marii Wodzińskiej, 1835
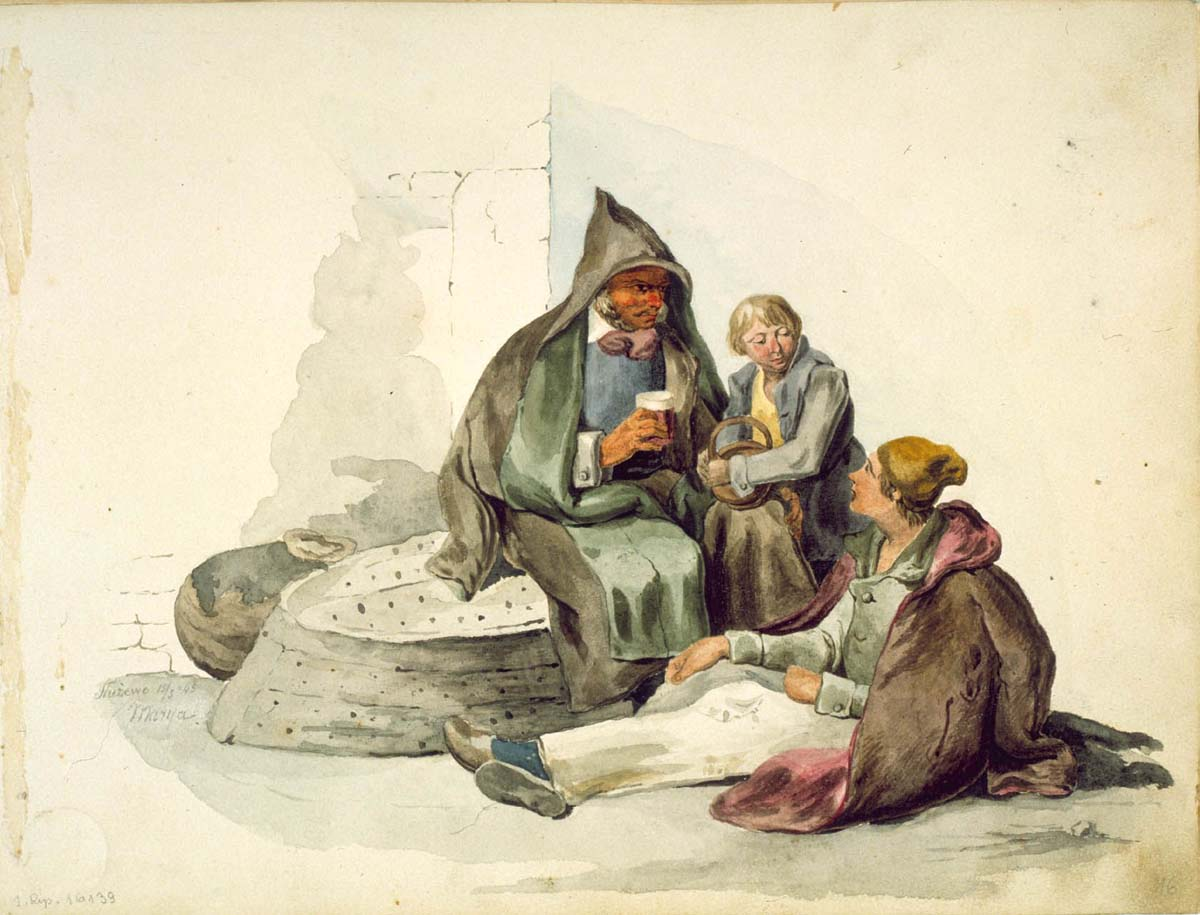
Akwarela na papierze w sztambuchu artystki (s. 71), ofiarowanym jej przez Chopina w 1836
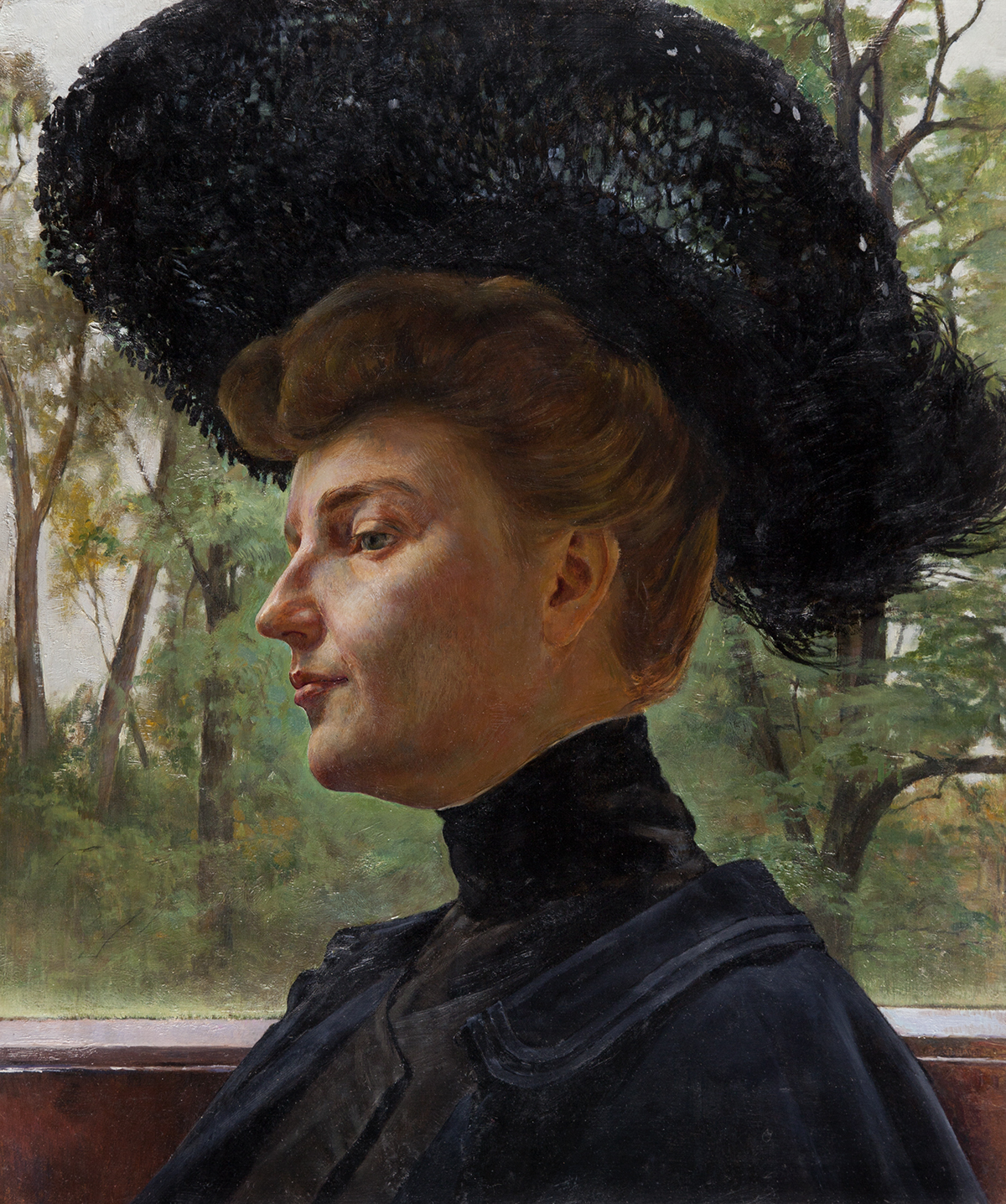
Portret damy w czarnym kapeluszuj, olej na płótnie, Muzeum w Kielcach MNKi/M/1896
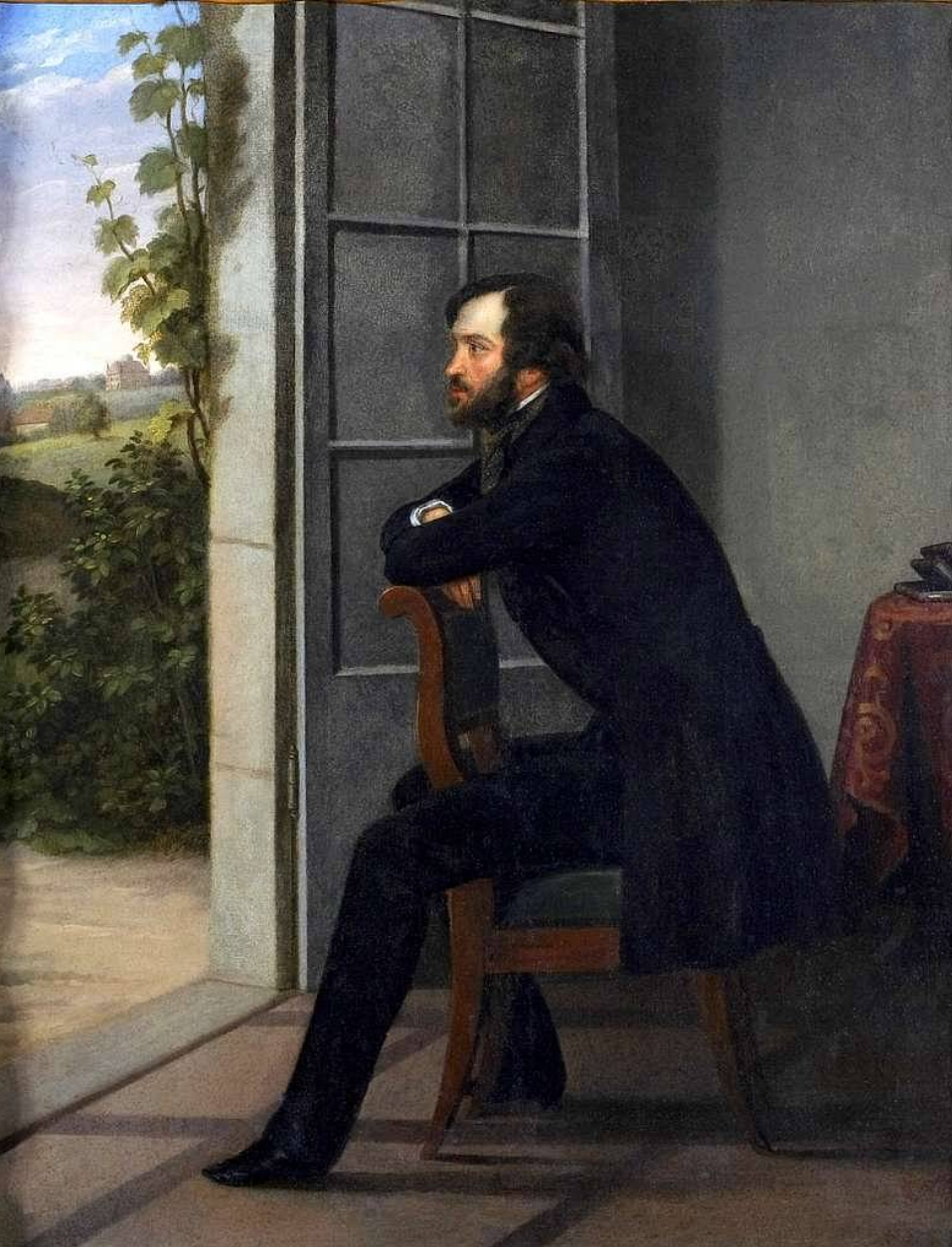
Antoni Wodziński, olej na płótnie, Muzeum w Kłóbce